# اربابی (قرقری)
اربابی یک روستا در ایران است که در استان سیستان و بلوچستان واقع شده‌است. اربابی ۶۶۲ نفر جمعیت دارد.